# Ordnungsvollständigkeit
Ordnungsvollständigkeit ist ein Begriff aus der Algebra, speziell der Körpertheorie, der aber für beliebige geordnete Mengen definiert werden kann. Der Begriff der Ordnungsvollständigkeit erweist sich in der Ordnungstopologie für nicht zu „große“ geordnete Mengen als verwandt mit dem Begriff der Vollständigkeit in metrischen Räumen.

## Definition
Eine Ordnung auf {\displaystyle X} heißt ordnungsvollständig, falls eine der folgenden äquivalenten Bedingungen gilt:
- Jede nichtleere nach unten beschränkte Teilmenge besitzt ein Infimum.
- Jede nichtleere nach oben beschränkte Teilmenge besitzt ein Supremum. (Die sogenannte Supremumseigenschaft.)
- Jede nichtleere beschränkte Menge besitzt Infimum und Supremum.

## Zusammenhang zur metrischen Vollständigkeit
Ist die Ordnungstopologie auf {\displaystyle X} metrisierbar, dann ist die Ordnung {\displaystyle (X,<)} genau dann ordnungsvollständig, wenn {\displaystyle X} vollständig metrisierbar ist, d. h. wenn es eine Metrik auf {\displaystyle X} gibt, die die Ordnungstopologie erzeugt und {\displaystyle X} zu einem vollständigen metrischen Raum macht.

## Ordnungsvollständige Körper
Der Begriff der Ordnungsvollständigkeit ist insbesondere in der Theorie der geordneten Körper von Bedeutung. Er ermöglicht die folgende Charakterisierung des Körpers der reellen Zahlen:
Ein geordneter Körper ist genau dann isomorph zu {\displaystyle \mathbb {R} }, wenn er ordnungsvollständig ist.